# Wischas
Der Wischas (russisch Ви́жас) ist ein Zufluss der Barentssee im Autonomen Kreis der Nenzen und in der Oblast Archangelsk in Nordwestrussland.
Der Wischas fließt südlich der Kanin-Halbinsel in nordnordöstlicher Richtung zur Tschoscha-Bucht, an deren westlichen Südküste er in die Barentssee mündet.
Der Fluss hat eine Länge von 219 km und entwässert ein Areal von 3050 km². 
Er wird von der Schneeschmelze als auch von Niederschlägen gespeist.